# Spike Video Game Awards
Die Spike Video Game Awards, kurz VGA oder zuletzt VGX, waren eine jährlich stattfindende Videospiel-Preisverleihung des Fernsehsenders Spike TV, bei der die besten Computerspiele des Jahres prämiert wurden. Noch 2012 war sie die einzige Spielepreisverleihung, die als Liveveranstaltung ausgestrahlt und weltweit empfangen werden konnte. Das Programm der Veranstaltung umfasste dabei auch Livemusik und die Auftritte populärer Künstler aus den Bereichen Musik, Film und Fernsehen. Daneben wurde die Veranstaltung von Computerspielherstellern genutzt, um neue Spiele in Form von Trailern anzukündigen. Organisiert und produziert wurde die Veranstaltung von Spielejournalist Geoff Keighley. Die erste Veranstaltung fand am 2. Dezember 2003 statt (Ausstrahlung: 4. Dezember 2003). Veranstaltungsorte waren Los Angeles, Santa Monica, Paradise und Culver City. 2013 fand die elfte und bislang letzte Veranstaltung statt. 2014 führte Keighley das Konzept ohne die Unterstützung von Spike TV unter dem neuen Titel The Game Awards fort.

## Nominierung und Wahl des Gewinners
Mit Ausnahme der Publikumskategorien „Meisterwartetes Spiel“, „Spielcharakter des Jahres“ und einiger weniger anderer nicht-jährlich verliehenen Kategorien werden die Nominierungen und Gewinner von einem Beirat gewählt, der aus 25 Journalisten verschiedener Medieneinrichtungen besteht. Fans können online für jede Kategorie abstimmen, welches Spiel ihrer Meinung nach gewinnen sollte.
| Name              | Position                                       | Publikation                                  |
| ----------------- | ---------------------------------------------- | -------------------------------------------- |
| Andy McNamara     | Chefredakteur                                  | Game Informer                                |
| Brian Crecente    | Chefredakteur                                  | Kotaku                                       |
| Chris Baker       | Redakteur                                      | Wired                                        |
| Chris Kohler      | Spieleredakteur                                | Wired.com                                    |
| Chris Slate       | Chefredakteur                                  | Nintendo Power                               |
| Christopher Grant | Chefredakteur                                  | Joystiq                                      |
| Dale North        | Chefredakteur                                  | Destructoid                                  |
| Francesca Reyes   | Chefredakteur                                  | Official Xbox Magazine                       |
| Gary Steinman     | Chefredakteur                                  | GamesRadar                                   |
| Geoff Keighley    | Moderator                                      | GameTrailers TV with Geoff Keighley/Spike TV |
| Jeff Gerstmann    | Chefredakteur                                  | Giant Bomb                                   |
| Jeff Jensen       | Redakteur                                      | Entertainment Weekly                         |
| Jerry Holkins     | Autor/Co-Schöpfer                              | Penny Arcade                                 |
| John Davison      | VP of Programming                              | GameSpot & Metacritic                        |
| Logan Decker      | Chefredakteur                                  | PC Gamer                                     |
| Lou Kesten        | Tester/Redakteur                               | Associated Press                             |
| Mike Krahulik     | Zeichner/Co-Schöpfer                           | Penny Arcade                                 |
| Mike Snider       | Technologiereporter                            | USA Today                                    |
| Rich Greenhill    | Director of Content and Programming            | Yahoo! Games                                 |
| Sam Kennedy       | Director of Audience Generation                | IGN/1Up.com                                  |
| Scott Alexander   | Freischaffender Autor                          | Playboy                                      |
| Shane Satterfield | VP of Content                                  | Spike TV                                     |
| Stephen Totilo    | Ressortleiter                                  | Kotaku                                       |
| Tal Blevins       | VP Games Content                               | IGN                                          |
| Tina Amini        | Assistant Editor / Video Games Channel Manager | Complex                                      |

## Gewinner und Nominierte

### 2003
Die VGAs 2003 wurden von Spike TV ausgetragen. Sie fand am 2. Dezember 2003 in der MGM Grand Garden Arena in Paradise statt und wurde am 4. Dezember ausgestrahlt. Die veranstaltung wurde moderiert von David Spade und beinhaltete Gastauftritte von Lil’ Kim, Jaime Pressly, DMX, P.O.D., Orlando Jones und Cedric the Entertainer. Die Show umfasste außerdem ein Tag-Team-Wrestlingwettkampf WWE mit den Wrestlern Rey Mysterio, Chris Jericho, Trish Stratus und Victoria.
| Kategorie                              | Gewinner                                                   | Weitere Nominierte |
| -------------------------------------- | ---------------------------------------------------------- | --- |
| Spiel des Jahres                       | Madden NFL 2004                                            | - Freedom Fighters - Grand Theft Auto: Vice City - The Legend of Zelda: The Wind Waker - SOCOM 2: U.S. Navy SEALs - SSX 3 - Star Wars Galaxies - Tom Clancy’s Splinter Cell - Tony Hawk’s Underground |
| Bestes Sportspiel                      | Tony Hawk’s Underground                                    | - Dead or Alive: Extreme Beach Volleyball - ESPN NFL Football - Madden NFL 2004 - NBA Live 2004 - NBA Street Vol. 2 - SSX3 - Tiger Woods PGA Tour 2004 - World Series Baseball 2K3 - WWE SmackDown! Here Comes the Pain |
| Bestes Actionspiel                     | True Crime: Streets of LA                                  | - Freedom Fighters - Hitman 2: Silent Assassin - Max Payne 2: The Fall of Max Payne - Panzer Dragoon Orta - Return to Castle Wolfenstein - SOCOM 2: U.S. Navy SEALs - Star Wars: Rogue Squadron 3: Rebel Strike |
| Beste Animation                        | Dead or Alive Xtreme Beach Volleyball                      | - Grand Theft Auto: Vice City - The Getaway - Resident Evil Code: Veronica X - The Lord of the Rings: The Return of the King - True Crime: Streets of LA - Warcraft 3: The Frozen Throne - Xenosaga Episode I: Der Wille zur Macht - XIII |
| Bestes Spiel auf Grundlage eines Films | Enter the Matrix                                           | - Crouching Tiger, Hidden Dragon - Harry Potter: Quidditch World Cup - The Hulk - Indiana Jones und die Legende der Kaisergruft - 007: Nightfire - Der Herr der Ringe: Die Rückkehr des Königs - Star Wars: Rogue Squadron 3: Rebel Strike - Star Wars: Knights of the Old Republic - Tron 2.0 |
| Bestes Rennspiel                       | NASCAR Thunder 2004                                        | - Auto Modellista - Colin McRae Rally 3 - F1 Career Challenge - F-Zero GX - The Getaway - Midnight Club 2 - MotoGP 2 - The Simpsons: Hit and Run |
| Beste Musik                            | Def Jam Vendetta                                           | - Grand Theft Auto: Vice City - Madden NFL 2004 - NBA Live 2004 - NBA Street Vol. 2 - SSX3 - Tony Hawk’s Underground - True Crime: Streets of LA - Wakeboarding Unleashed Featuring Shaun Murray |
| Beste menschliche Darstellung          | Ray Liotta als Tommy Vercetti, Grand Theft Auto: Vice City | - Christina Aguilera, The Sims: Superstar - Christopher Walken als George, True Crime: Streets of LA - David Duchovny als XIII, XIII - DMX, Method Man und weitere, Def Jam Vendetta - Eve als Jones, XIII - Giovanni Ribisi als Pvt Elder, Call of Duty - Jada Pinkett Smith als Niobe, Enter the Matrix - Jenna Jameson als Candy Suxxx, Grand Theft Auto: Vice City - Snoop Dogg, True Crime: Streets of LA |
| Meisterwartetes Spiel                  | Halo 2                                                     | - Dead or Alive Online - Doom 3 - Driv3r - Fable - Full Spectrum Warrior - Gran Turismo 4 - Half-Life 2 - 007: Alles oder Nichts - Metal Gear Solid 3: Snake Eater - Die Sims 2 - Starcraft: Ghost |
| Größter Suchttitel                     | Soulcalibur 2                                              | - Anarchy Online: Shadowlands - Donkey Kong Country - ESPN NHL Hockey - Madden NFL 2004 - PlanetSide - The Sims: Superstar - Viewtiful Joe - Virtua Fighter 4: Evolution |
| Bestes PC-Spiel                        | Halo: Kampf um die Zukunft                                 | - Age of Mythology: The Titans - Battlefield 1942: The Road to Rome - Command & Conquer: Generäle – Die Stunde Null - Freedom Fighters - Jedi Knight: Jedi Academy - Max Payne 2: The Fall of Max Payne - The Sims: Superstar - Warcraft 3: The Frozen Throne |
| Bestes Onlinespiel                     | Final Fantasy XI                                           | - Anarchy Online: Shadowlands - Battlefield 1942: The Road to Rome - EverQuest Online Adventures - Neverwinter Nights: Der Schatten von Undernzit - PlanetSide - The Sims Online - Star Wars Galaxies |
| Bestes Handheld-Spiel                  | Tom Clancy’s Splinter Cell                                 | - Advance Wars 2: Black Hole Rising - Castlevania: Aria of Sorrow - Final Fantasy Tactics Advance - Iridion 2 - Mega Man and Bass - Ninja Five-O - Rayman 3 - Sonic Advance 2 |
| Bestes Beat ’em Up                     | WWE SmackDown! Here Comes the Pain                         | - Backyard Wrestling: Don't Try This at Home - Bloody Roar 4 - Capcom vs. SNK 2 EO - Def Jam Vendetta - Pride FC - Soulcalibur 2 - Virtua Fighter 4: Evolution - WWE Wrestlemania XIX |
| Bestes First-Person-Actionspiel        | Call of Duty                                               | - Battlefield 1942: Secret Weapons of WWII - Chrome - Halo: Kampf um die Zukunft - PlanetSide - Rainbow Six 3: Raven Shield - Return to Castle Wolfenstein: Tides of War - Tom Clancy’s Ghost Recon: Island Thunder - XIII |
| Bestes Fantasyspiel                    | Star Wars: Knights of the Old Republic                     | - Hack Part 1 Infection - Dark Cloud 2 - EverQuest Online Adventures - Final Fantasy XI - Skies of Arcadia Legends - Star Wars Galaxies - The Legend of Zelda: The Wind Waker - Xenosaga Episode I: Der Wille zur Macht |

### 2004
Die VGAs 2004 wurden in Santa Monica im Barker Hangar veranstaltet. Sie wurden von Snoop Dogg moderiert. Die Veranstaltung beinhaltete musikalische Beiträge von Sum 41, Ludacris und eine spezielle Live-Performance von „Riders on the Storm“ durch Snoop Dogg und den verbliebenen Mitgliedern von The Doors.
| Kategorie                               | Gewinner                                                                     | Weitere Nominierte |
| --------------------------------------- | ---------------------------------------------------------------------------- | --- |
| Spiel des Jahres                        | Grand Theft Auto: San Andreas                                                | - Burnout 3: Takedown - Half-Life 2 - Halo 2 - Metal Gear Solid 3: Snake Eater |
| Bestes Spiel auf Grundlage eines Films  | The Chronicles of Riddick: Escape from Butcher Bay                           | - GoldenEye: Rogue Agent - Spider-Man 2 - Star Wars: Battlefront |
| Beste weibliche Darstellung             | Brooke Burke als Rachel Teller, Need for Speed: Underground 2                | - Judi Dench als M, Goldeneye: Rogue Agent - Carmen Electra, Def Jam: Fight For NY - Jennifer Garner als Sydney Bristow, Alias - Heidi Klum als Katya Nadanova, James Bond 007: Everything or Nothing                                                       |
| Beste männliche Darstellung             | Samuel L. Jackson als Sergeant Frank Tenpenny, Grand Theft Auto: San Andreas | - Vin Diesel als Richard B. Riddick, The Chronicles of Riddick: Escape from Butcher Bay - Hugh Jackman als Gabriel Van Helsing, Van Helsing - Christopher Lee als Francisco Scaramanga, GoldenEye: Rogue Agent - Tobey Maguire als Spider-Man, Spider-Man 2 |
| Cyber Vixen des Jahres                  | BloodRayne, BloodRayne 2                                                     | - Tina Armstrong, Dead or Alive Ultimate - Carmen Electra, Def Jam: Fight For NY - Luba Licious, Leisure Suit Larry: Magda Cum Laude - Rachel Teller (gespielt von Brooke Burke), Need for Speed: Underground 2                                             |
| Bestes Rennspiel                        | Burnout 3: Takedown                                                          | - NASCAR 2005: Chase for the Cup - Need for Speed: Underground 2 |
| Bestes Sportspiel                       | Madden NFL 2005                                                              | - ESPN NFL 2K5 - NBA Ballers - Tiger Woods PGA Tour 2005 - Tony Hawk’s Underground 2 |
| Bestes Beat ’em Up                      | Mortal Kombat: Deception                                                     | - Def Jam: Fight For NY - Dead or Alive Ultimate - Fight Night 2004 - WWE SmackDown! vs. RAW |
| Bestes Actionspiel                      | Grand Theft Auto: San Andreas                                                | - Metal Gear Solid 3: Snake Eater - Ninja Gaiden |
| Bestes First-Person-Actionspiel         | Halo 2                                                                       | - Doom 3 - Far Cry - Half-Life 2 - Unreal Tournament 2004 |
| Bestes Lied in einem Computerspiel      | „American Idiot“ von Green Day, Madden NFL 2005                              | - „I Do“ von Chingy, Need for Speed Underground 2 - „Pain“ von Jimmy Eat World, Tony Hawk’s Underground 2 - „Lean Back“ von Terror Squad, Need for Speed Underground 2 - „Go“ von Will.i.am, NBA Live 2005                                                  |
| Bester Soundtrack                       | Grand Theft Auto: San Andreas                                                | - GoldenEye: Rogue Agent - Halo 2 - Katamari Damacy - Madden NFL 2005 |
| Designer des Jahres                     | Jason Jones und Bungie Studios, Halo 2                                       | - Sam Houser und Rockstar North, Grand Theft Auto: San Andreas - Tomonobu Itagaki und Team Ninja, Ninja Gaiden - Hideo Kojima, Metal Gear Solid 3: Snake Eater - Alex Ward und Criterion, Burnout 3: Takedown                                               |
| Bestes Militärspiel                     | Call of Duty: Finest Hour                                                    | - Conflict: Vietnam - Full Spectrum Warrior - Rome: Total War - Warhammer 40.000: Dawn of War |
| Bestes PC-Spiel                         | Half-Life 2                                                                  | - Doom 3 - Rome: Total War - Die Sims 2 |
| Bestes Handyspiel                       | Might and Magic                                                              | - CBS Sportsline Baseball 2004 - Jamdat Sports NFL 2005 - National Treasure |
| Beste Grafik                            | Half-Life 2                                                                  | - Doom 3 - Halo 2 - Ninja Gaiden |
| Beste Neutechnologie                    | Nintendo DS                                                                  | - Half-Life 2 engine - Nvidia Geforce 6800 - Spherex Xbox 5.1 Surround Sound System |
| Bestes Handheldspiel                    | Metroid: Zero Mission                                                        | - Astro Boy: Omega Factor - Mario Golf: Toadstool Tour - Pokémon FireRed Version |
| Bestes Massively-Multiplayer-Spiel      | City of Heroes                                                               | - EverQuest II - Final Fantasy XI |
| Bestes Rollenspiel                      | Fable                                                                        | - The Bard’s Tale - Shin Megami Tensei: Nocturne - X-Men Legends |
| Größter Suchttitel (Zuschauerwahl)      | Burnout 3: Takedown                                                          | - City of Heroes - Donkey Konga - Katamari Damacy - Die Sims 2 |
| Beste Spielepublikation (Zuschauerwahl) | Game Informer                                                                | - Electronic Gaming Monthly - Official PlayStation Magazine - GMR - Official Xbox Magazine |
| Beste Spielewebsite (Zuschauerwahl)     | GameSpot                                                                     | - 1Up.com - GameSpy - IGN - Shack News |

### 2005
Die VGAs 2005 wurden am 10. Dezember 2005 im Gibson Amphitheatre in Los Angeles veranstaltet. Es war die erste Preisverleihung, die von Samuel L. Jackson moderiert wurde.
| Kategorie                              | Gewinner                                                                              | Weitere Nominierte |
| -------------------------------------- | ------------------------------------------------------------------------------------- | --- |
| Spiel des Jahres                       | Resident Evil 4                                                                       | - Call of Duty 2 - F.E.A.R. - God of War - World of Warcraft |
| Actionspiel des Jahres                 | God of War                                                                            | - Resident Evil 4 - Peter Jackson’s King Kong: The Official Game of the Movie - The Warriors - 50 Cent: Bulletproof |
| Bestes Individualsport-Spiel           | Tony Hawk’s American Wasteland                                                        | - Tiger Woods PGA Tour 06 - SSX On Tour - Top Spin - Fight Night Round 2 |
| Bestes Teamsport-Spiel                 | Madden NFL 06                                                                         | - Blitz: The League - NBA 2K6 - World Soccer Winning Eleven 8 International - NBA Street V3 |
| Cyber Vixen des Jahres                 | Maria Menounos als Eva, James Bond 007: From Russia with Love                         | - Charlize Theron als Æon Flux, Æon Flux - Jessica Alba als Invisible Woman, Fantastic 4 - Traci Lords als Cassandra Hartz, True Crime: New York City - Joanna Dark, Perfect Dark Zero                                                                                   |
| Bestes Spiel auf Grundlage eines Films | Peter Jackson’s King Kong: The Official Game of the Movie                             | - Star Wars: Battlefront II - The Warriors - Liebesgrüße aus Moskau - The Matrix: Path of Neo |
| Beste männliche Darstellung            | Jack Black als Carl Denham, Peter Jackson’s King Kong: The Official game of the Movie | - 50 Cent, 50 Cent: Bulletproof - Michael Chiklis als Das Ding, Fantastic 4 - Sean Connery als James Bond, Liebesgrüße aus Moskau - TC Carson als Kratos, God of War |
| Bester männlicher Nebendarstellerin    | Christopher Walken als Gabriel Whitting, True Crime: New York City                    | - Eminem, 50 Cent: Bulletproof - Dr. Dre, 50 Cent: Bulletproof - Michael Clarke Duncan als Blackmore, The Suffering: Ties That Bind - P. Diddy als Dip, Marc Eckō’s Getting Up: Contents Under Pressure                                                                  |
| Beste weibliche Darstellung            | Charlize Theron als Æon Flux, Æon Flux                                                | - Naomi Watts als Ann Darrow, Peter Jackson’s King Kong: The Official Game of the Movie - Josie Maran als Mia Townsend, Need for Speed: Most Wanted - Jessica Alba als Invisible Woman, Fantastic 4 - Cornelia Hayes O’Herlihy als Fiona Belli, Haunting Ground          |
| Beste weibliche Nebendarstellerin      | Traci Lords als Madam Cassandra Hartz, True Crime: New York City                      | - Maria Menounos als Eva, Liebesgrüße aus Moskau - Rosario Dawson als Tina, Marc Eckō’s Getting Up: Contents Under Pressure - Natasha Bedingfield als Elizabeth Stark, Liebesgrüße aus Moskau - Mariska Hargitay als Deena Dixon, True Crime: New York City              |
| Bestes Originallied                    | „Maybe We Crazy“ von 50 Cent, 50 Cent: Bulletproof                                    | - „Lights and Sounds“ von Yellowcard, Burnout Revenge - „When I Get Angry“ von Spider Loc, Madden NFL 06 - „Getting Up Anthem: Part I“ von Talib Kweli and Rakim, Mark Eckō’s Getting Up: Contents Under Pressure - „Error Operator“ von Taking Back Sunday, Fantastic 4 |
| Bester Soundtrack                      | Guitar Hero                                                                           | - Grand Theft Auto: Liberty City Stories - 50 Cent: Bulletproof - Tony Hawk’s American Wasteland - SSX On Tour |
| Bester Originalsoundtrack              | We Love Katamari                                                                      | - Call of Duty 2 - God of War - Fahrenheit - Perfect Dark Zero |
| Designer des Jahres                    | David Jaffe, God of War                                                               | - Rob Pardo, World of Warcraft - Michel Ancel, Peter Jackson’s King Kong: The Official Game of the Movie - Shigeru Miyamoto, Nintendogs - Craig Hubbard, F.E.A.R. |
| Bestes Rennspiel                       | Burnout Revenge                                                                       | - Gran Turismo 4 - L.A. Rush - Forza Motorsport - Midnight Club 3: DUB Edition |
| Größter Suchttitel                     | World of Warcraft                                                                     | - We Love Katamari - Lumines - Nintendogs - Meteos |
| Bestes Beat ’em Up                     | Fight Night Round 2                                                                   | - Soulcalibur 3 - Tekken 5 - Darkstalkers Chronicle: The Chaos Tower - Mortal Kombat: Shaolin Monks |
| Bestes First-Person-Actionspiel        | F.E.A.R.                                                                              | - Call of Duty 2 - Far Cry Instincts - Battlefield 2 - Perfect Dark Zero |
| Bestes Militärspiel                    | Call of Duty 2                                                                        | - Brothers in Arms: Earned in Blood - Battlefield 2 - Tom Clancy’s Splinter Cell: Chaos Theory - SOCOM 3: U.S. Navy SEALs |
| Beste Grafik                           | Resident Evil 4                                                                       | - Peter Jackson’s King Kong: The Official Game of the Movie - Call of Duty 2 - F.E.A.R. - PGR 3 |
| Bestes Handheld-Spiel                  | Lumines                                                                               | - Grand Theft Auto: Liberty City Stories - Nintendogs - Meteos - Burnout Legends |
| Bester Mehrspielertitel                | Guild Wars                                                                            | - SOCOM 3: U.S. Navy SEALs - Battlefield 2 - City of Villains - World of Warcraft |
| Beste Neutechnologie                   | PSP                                                                                   | - NBA Live 06 (Gesichts-Motion-Capturing) - Nintendogs (Spracherkennung) - Unreal Engine 3 - Xbox 360 |
| Bestes Rollenspiel                     | World of Warcraft                                                                     | - Jade Empire - X-Men Legends 2: Rise of Apocalypse - Dungeon Siege II - Star Wars: Knights of the Old Republic II: The Sith Lords |
| Bestes PC-Spiel                        | World of Warcraft                                                                     | - Battlefield 2 - Call of Duty 2 - F.E.A.R. - Sid Meier’s Civilization IV |
| Bestes Handyspiel                      | Marc Eckō’s Getting Up: Contents Under Pressure                                       | - Need for Speed: Underground 2 - Massive Snowboarding - Die Unglaublichen - Tom Clancy’s Splinter Cell: Chaos Theory |

### 2006
Die Veranstaltung wurde am 13. Dezember 2006 aus dem Galen Center in Los Angeles ausgestrahlt und von Samuel L. Jackson moderiert. Die VGAs 2006 beinhaltete musikalische Beiträge von Tenacious D und AFI sowie Gastauftritte von 50 Cent, Eva Mendes, Sarah Silverman, Seth Green, Masi Oka, Hayden Panettiere, Brandon Routh, Rachael Leigh Cook, Tony Hawk, Michael Irvin, Method Man, Maria Menounos, Tyrese, Xzibit, James Gandolfini, Kurt Angle und anderen. Seth MacFarlane fungierte durch Zeichentrick-Charaktere wie Stewie Griffin und Tom Tucker aus der Serie Family Guy als Stimme der Veranstaltung.
| Kategorie                                                                            | Gewinner                                                                                     | Weitere Nominierte |
| ------------------------------------------------------------------------------------ | -------------------------------------------------------------------------------------------- | --- |
| Spiel des Jahres                                                                     | The Elder Scrolls IV: Oblivion                                                               | - Gears of War - Guitar Hero 2 - Ōkami |
| Entwickler des Jahres                                                                | Epic Games, Gears of War                                                                     | - Clover Studio, Ōkami - Relic Entertainment, Company of Heroes - Bethesda Game Studios, The Elder Scrolls IV: Oblivion - Harmonix, Guitar Hero |
| Cyber Vixen des Jahres                                                               | Alyx Vance, Half-Life 2: Episode One                                                         | - Lara Croft, Tomb Raider: Legend - Princess Peach, Super Mario Bros. - Enrica, Tom Clancy’s Splinter Cell: Double Agent - Jen, Prey |
| Bestes Individualsport-Spiel                                                         | Tony Hawk’s Project 8                                                                        | - Rockstar Presents Table Tennis - Fight Night Round 3 - Tiger Woods PGA Tour 07 - Top Spin 2 |
| Bestes Teamsport-Spiel                                                               | NBA 2K7                                                                                      | - Madden NFL 07 - NCAA Football 07 - FIFA 07 - NHL 07 |
| Bestes Spiel auf Grundlage eines Films oder Fernsehsendung                           | Lego Star Wars 2: The Original Trilogy                                                       | - Der Pate - Scarface: The World Is Yours - The Sopranos: Road to Respect - Family Guy Video Game! |
| Beste männliche Darstellung                                                          | Patrick Stewart als Emperor Uriel Septim VII, The Elder Scrolls IV: Oblivion                 | - Seth MacFarlane als Peter Griffin, Stewie Griffin und Brian Griffin, Family Guy Video Game! - Gerry Rosenthal als Jimmy Hopkins, Bully - Johnny Depp als Jack Sparrow, Fluch der Karibik: Die Legende des Jack Sparrow - Kiefer Sutherland als Jack Bauer, 24: The Game |
| Bester männlicher Nebendarstellerin                                                  | James Gandolfini als Tony Soprano, The Sopranos: Road to Respect                             | - Seth Green als Chris Griffin, Family Guy Video Game! - James Woods als George Sheffield, Scarface: The World Is Yours - James Cann als Santino 'Sonny' Corleone, Der Pate - Philip Michael Thomas als Lance Vance, Grand Theft Auto: Vice City Stories                  |
| Beste weibliche Darstellung                                                          | Vida Guerra als Femme Fatale, Scarface: The World Is Yours                                   | - Tia Carrere als Lin, Saints Row - Emmanuelle Vaugier als Nikki, Need For Speed: Carbon - Keely Hawes als Lara Croft, Tomb Raider: Legend - Rosario Dawson als Tina, Marc Eckō's Getting Up Contents Under Pressure                                                      |
| Beste weibliche Nebendarstellerin                                                    | Rachael Leigh Cook als Tifa Lockhart, Kingdom Hearts 2                                       | - Elisha Cuthbert als Kim Bauer, 24: The Game - Brittany Murphy als Karen Light, Marc Eckō's Getting Up Contents Under Pressure - Mila Kunis als Meg Griffin, Family Guy Video Game! - Lynda Carter als weibliche Nords / weibliche Orks, The Elder Scrolls IV: Oblivion  |
| Beste Besetzung                                                                      | Family Guy Video Game!                                                                       | - Der Pate - Scarface: The World Is Yours - Saints Row - The Elder Scrolls IV: Oblivion |
| Bestes Lied in einem Computerspiel                                                   | „Lights and Sounds“ von Yellowcard, Burnout Revenge                                          | - „Loco Roco No Uta“, Loco Roco - „Heavenly Star“, Lumines 2 - „Helicopter“ von Bloc Party, Mark Eckō’s Getting Up Contents Under Pressure und Burnout Revenge - „Summer Shudder“ von AFI, Madden NFL 07                                                                  |
| Bester Soundtrack                                                                    | Guitar Hero II                                                                               | - Madden NFL 07 - Scarface: The World Is Yours - Grand Theft Auto: Vice City Stories |
| Bester Originalsoundtrack                                                            | The Elder Scrolls IV: Oblivion                                                               | - Bully - Electroplankton - Ōkami |
| Bestes Rennspiel                                                                     | Burnout Revenge                                                                              | - Need for Speed: Carbon - TOCA Race Driver 3 - GTR 2 – FIA GT Racing Game |
| Größter Suchttitel                                                                   | The Elder Scrolls IV: Oblivion                                                               | - Brain Age: Train Your Brain in Minutes a Day - Gears of War - Guitar Hero II - Company of Heroes |
| Bestes Beat ’em Up                                                                   | Mortal Kombat: Armageddon                                                                    | - Tekken: Dark Resurrection - Dead or Alive 4 - Street Fighter Alpha Anthology - God Hand |
| Bestes Actionspiel                                                                   | Dead Rising                                                                                  | - New Super Mario Bros. - Ōkami - Saints Row - Bully |
| Bester Shooter                                                                       | Gears of War                                                                                 | - Black - Prey - Half-Life 2: Episode One - Call of Duty 3 |
| Bestes Militärspiel                                                                  | Company of Heroes                                                                            | - Tom Clancy’s Ghost Recon: Advanced Warfighter - Call of Duty 3 - The Outfit - Battlefield 2142 |
| Beste Grafik                                                                         | Gears of War                                                                                 | - Ōkami - Tom Clancy’s Ghost Recon: Advanced Warfighter - The Elder Scrolls IV: Oblivion - Company of Heroes |
| Bestes Handheld-Spiel                                                                | New Super Mario Bros.                                                                        | - Brain Age: Train Your Brain in Minutes a Day - Grand Theft Auto: Vice City Stories - Tetris DS - LocoRoco |
| Bester Mehrspielertitel                                                              | Gears of War                                                                                 | - Company of Heroes - Metal Gear Solid 3: Subsistence - Tom Clancy’s Ghost Recon: Advanced Warfighter - Tom Clancy’s Splinter Cell: Double Agent |
| Beste Neutechnologie                                                                 | Wii                                                                                          | - PlayStation 3 - Nintendo DS Lite - Electroplankton |
| Bestes Rollenspiel                                                                   | The Elder Scrolls IV: Oblivion                                                               | - Final Fantasy XII - Kingdom Hearts 2 - Valkyrie Profile 2: Silmeria |
| Bestes PC-Spiel                                                                      | Company of Heroes                                                                            | - Half-Life 2: Episode One - Battlefield 2142 - Star Wars: Empire at War - The Elder Scrolls IV: Oblivion |
| Bestes Handyspiel                                                                    | SWAT Force                                                                                   | - Diner Dash - Tower Bloxx - Super KO Boxing! |
| Critic’s Choice (veröffentlicht nach dem 15. November und vor dem 31. Dezember 2006) | The Legend of Zelda: Twilight Princess                                                       | - Resistance: Fall of Man - Medieval 2: Total War - Tom Clancy’s Rainbow Six: Vegas - Wii Sports |
| Bester Newcomer                                                                      | Rosario Dawson als Tina, Marc Eckō's Getting Up: Contents Under Pressure                     | k. A. |
| Spielcharakter des Jahres                                                            | Jack Sparrow, dargestellt durch Johnny Depp, Fluch der Karibik: Die Legende des Jack Sparrow | k. A. |

### 2007
Die VGAs 2007 wurden am 9. Dezember 2007 ausgestrahlt und fand im Mandalay Bay Events Center in Paradise statt. Moderator war Samuel L. Jackson, die Gewinner der Kategorien wurden vor der Veranstaltung angekündigt. Die Sendung beinhaltete musikalische Beiträge von Foo Fighters und Kid Rock sowie Spielepremieren von Borderlands, Gran Turismo 5 Prologue, Tom Clancy’s Rainbow Six: Vegas 2 und TNA Impact!.
| Kategorie                                                  | Gewinner                                     | Weitere Nominierte |
| ---------------------------------------------------------- | -------------------------------------------- | --- |
| Spiel des Jahres                                           | BioShock                                     | - Halo 3 - Mass Effect - The Orange Box                                                                                 |
| Entwickler des Jahres                                      | Harmonix, Rock Band                          | - Bungie Studios, Halo 3 - 2K Boston/2K Australia, BioShock - Valve, The Orange Box                                     |
| Bester Shooter                                             | Call of Duty 4: Modern Warfare               | - BioShock - Halo 3 - The Orange Box                                                                                    |
| Bestes Rollenspiel                                         | Mass Effect                                  | - Eternal Sonata - Final Fantasy Tactics: The War of the Lions - Shin Megami Tensei: Persona 3                          |
| Bestes Militärspiel                                        | Call of Duty 4: Modern Warfare               | - Ghost Recon: Advanced Warfighter 2 - Tom Clancy’s Rainbow Six: Vegas - World in Conflict                              |
| Bestes Individualsport-Spiel                               | Skate                                        | - Tiger Woods PGA Tour 08 - Tony Hawk’s Proving Ground - Virtua Tennis 3                                                |
| Bestes Handheld-Spiel                                      | The Legend of Zelda: Phantom Hourglass       | - Final Fantasy Tactics: The War of the Lions - Syphon Filter: Logan's Shadow - Puzzle Quest: Challenge of the Warlords |
| Beste Grafik                                               | Crysis                                       | - BioShock - Call of Duty 4: Modern Warfare - Mass Effect                                                               |
| Bestes Spiel auf Grundlage eines Films oder Fernsehsendung | The Simpsons Game                            | - Der Herr der Ringe Online: Die Schatten von Angmar - Naruto: Rise of a Ninja - Stranglehold                           |
| Best Rhythm Game                                           | Rock Band                                    | - Guitar Hero Encore: Rocks the 80s - Guitar Hero III: Legends of Rock - Jam Sessions                                   |
| Bestes Rennspiel                                           | Colin McRae: Dirt                            | - Forza Motorsport 2 - Need for Speed: ProStreet - Project Gotham Racing 4                                              |
| Bestes Actionspiel                                         | Super Mario Galaxy                           | - Assassin’s Creed - God of War II - Ratchet & Clank Future: Tools of Destruction                                       |
| Bestes Teamsport-Spiel                                     | Madden NFL 08                                | - NBA 2K8 - NHL 08 - Winning Eleven: Pro Evolution Soccer 2007                                                          |
| Bester Soundtrack                                          | Rock Band                                    | - BioShock - Guitar Hero III: Legends of Rock - Tony Hawk’s Proving Ground                                              |
| Beste Neutechnologie                                       | The Orange Box/Portal                        | - Crysis - Halo 3 - Saved Films / Theatre Mode - Rock Band                                                              |
| Bestes Xbox-360-Spiel                                      | BioShock                                     | - Halo 3 - Mass Effect - The Orange Box                                                                                 |
| Bestes Wii-Spiel                                           | Super Mario Galaxy                           | - The Legend of Zelda: Twilight Princess - Metroid Prime 3: Corruption - Super Paper Mario                              |
| Bestes PS3-Spiel                                           | Ratchet & Clank Future: Tools of Destruction | - Heavenly Sword - Uncharted: Drakes Schicksal - Warhawk                                                                |
| Bestes PC-Spiel                                            | The Orange Box                               | - BioShock - Crysis - World in Conflict                                                                                 |
| Bester Originalsoundtrack                                  | BioShock                                     | - God of War II - Halo 3 - Mass Effect                                                                                  |
| Bester Mehrspielertitel                                    | Halo 3                                       | - Call of Duty 4: Modern Warfare - Rock Band - The Orange Box                                                           |
| Größter Suchttitel                                         | Halo 3                                       | - Guitar Hero III: Legends of Rock - Team Fortress 2 - Wii Sports                                                       |

### 2008
Die VGAs 2008 wurden am 14. Dezember 2008 in den Sony Pictures Studios in Culver City veranstaltet. Die Sendung wurde von Jack Black moderiert und beinhaltete zehn Previews kommender Spiele. Musikalische Auftritte gab es von 50 Cent, The All-American Rejects, Weezer und LL Cool J.
| Kategorie                                                  | Gewinner                                                                          | Weitere Nominierte |
| ---------------------------------------------------------- | --------------------------------------------------------------------------------- | --- |
| Spiel des Jahres                                           | Grand Theft Auto IV                                                               | - Fallout 3 - Gears of War 2 - LittleBigPlanet - Metal Gear Solid 4: Guns of the Patriots                                                                                |
| Entwickler des Jahres                                      | Media Molecule, LittleBigPlanet                                                   | - Rockstar North, Grand Theft Auto IV - Harmonix, Rock Band 2 - Bethesda Game Studios, Fallout 3                                                                         |
| Gamer God                                                  | Will Wright, Schöpfer von Die Sims und Spore                                      | k. A. |
| Bester Shooter                                             | Gears of War 2                                                                    | - Far Cry 2 - Resistance 2 - Left 4 Dead |
| Bestes Rollenspiel                                         | Fallout 3                                                                         | - Fable II - Warhammer Online: Age of Reckoning - The World Ends with You                                                                                                |
| Bestes Individualsport-Spiel                               | Shaun White Snowboarding                                                          | - Tiger Woods PGA Tour 09 - Wii Fit - Skate It |
| Bestes Handheld-Spiel                                      | Professor Layton und das geheimnisvolle Dorf                                      | - God of War: Chains of Olympus - Patapon - Castlevania: Order of Ecclesia                                                                                               |
| Beste Grafik                                               | Metal Gear Solid 4: Guns of the Patriots                                          | - Sonic Unleashed - Fallout 3 - Metal Gear Solid 4: Guns of the Patriots                                                                                                 |
| Bestes Spiel auf Grundlage eines Films oder Fernsehsendung | Lego Indiana Jones: Die legendären Abenteuer                                      | - Ein Quantum Trost - Star Wars: The Force Unleashed - Naruto: The Broken Bond                                                                                           |
| Bestes Musikspiel                                          | Rock Band 2                                                                       | - Guitar Hero World Tour - Wii Music - SingStar |
| Bestes Rennspiel                                           | Burnout Paradise                                                                  | - Pure - Midnight Club: Los Angeles - Mario Kart Wii |
| Bestes Action-Adventure                                    | Grand Theft Auto IV                                                               | - Dead Space - Mirror’s Edge - Metal Gear Solid 4: Guns of the Patriots                                                                                                  |
| Bester Soundtrack                                          | Rock Band 2                                                                       | - Grand Theft Auto IV - Guitar Hero World Tour - LittleBigPlanet |
| Bestes Xbox-360-Spiel                                      | Gears of War 2                                                                    | - Fable II - Fallout 3 - Grand Theft Auto IV |
| Bestes Wii-Spiel                                           | Boom Blox                                                                         | - No More Heroes - Wii Fit - Super Smash Bros. Brawl |
| Bestes PS3-Spiel                                           | LittleBigPlanet                                                                   | - Metal Gear Solid 4: Guns of the Patriots - Resistance 2 - Grand Theft Auto IV                                                                                          |
| Bestes PC-Spiel                                            | Left 4 Dead                                                                       | - Spore - Crysis Warhead - Warhammer Online: Age of Reckoning |
| Bester Originalsoundtrack                                  | Metal Gear Solid 4: Guns of the Patriots                                          | - Fallout 3 - Spore - LittleBigPlanet |
| Bester Mehrspielertitel                                    | Left 4 Dead                                                                       | - Gears of War 2 - Resistance 2 - Call of Duty: World at War |
| Bestes Independent-Spiel                                   | World of Goo                                                                      | - PixelJunk Eden - Braid - Audiosurf |
| Bestes Beat ’em Up                                         | Soulcalibur 4                                                                     | - Mortal Kombat vs. DC Universe - Super Smash Bros. Brawl - Dragon Ball Z: Burst Limit                                                                                   |
| Bester männlicher Synchronsprecher                         | Michael Hollick als Niko Bellic, Grand Theft Auto IV                              | - David Hayter als Old Snake, Metal Gear Solid 4: Guns of the Patriots - Stephen Fry als Erzähler, LittleBigPlanet - Jason Zumwalt als Roman Bellic, Grand Theft Auto IV |
| Bester weiblicher Synchronsprecher                         | Debi Mae West als Meryl Silverburgh, Metal Gear Solid 4: Guns of the Patriots     | - Nathalie Cox als Juno Eclipse, Star Wars: The Force Unleashed - Paula Tiso als Silvia Christel, No More Heroes - Keeley Hawes als Lara Croft, Tomb Raider: Underworld  |
| Big Name in the Game (männlich)                            | Kiefer Sutherland als Sgt. Roebuck, Call of Duty: World at War                    | k. A. |
| Big Name in the Game (weiblich)                            | Jenny McCarthy als Special Agent Tanya Adams, Command & Conquer: Alarmstufe Rot 3 | k. A. |
| Bestes Teamsport-Spiel                                     | NHL 09                                                                            | - Madden NFL 09 - NBA 2K9 - FIFA Soccer 09 |

### 2009
Die VGAs 2009 wurden am 12. Dezember 2009 im Nokia Event Deck in Los Angeles abgehalten und waren die ersten VGAs ohne einen durchgehenden Moderator, sondern stattdessen mit einer Vielzahl an Preisübergebern. Die Veranstaltung begann mit einem Ankündigungstrailer für den Nachfolger zu Batman: Arkham Asylum. Es gab exklusive Einblicke auf Prince of Persia: The Forgotten Sands, UFC 2010 Undisputed, Halo: Reach und andere. Samuel L. Jackson gab einen Ausblick auf LucasArts’ neuesten Star-Wars-Titel, Star Wars: The Force Unleashed II. Daneben wurde Green Day: Rock Band angekündigt, begleitet mit einem Trailer.
Es gab Auftritten von Stevie Wonder, der Besetzung von MTV Jersey Shore, Green Day und Jack Black, sowie Musikbeiträge von Snoop Dogg und The Bravery.
| Kategorie                                                        | Gewinner                                                         | Weitere Nominierte |
| ---------------------------------------------------------------- | ---------------------------------------------------------------- | --- |
| Spiel des Jahres                                                 | Uncharted 2: Among Thieves                                       | - Assassin’s Creed II - Batman: Arkham Asylum - Call of Duty: Modern Warfare 2 - Left 4 Dead 2 |
| Entwickler des Jahres                                            | Rocksteady Studios, Batman: Arkham Asylum                        | - Infinity Ward, Call of Duty: Modern Warfare 2 - Naughty Dog, Uncharted 2: Among Thieves - Valve, Left 4 Dead 2 |
| Bestes Independent-Spiel                                         | Flower                                                           | - Osmos - Splosion Man - Trials HD |
| Bestes Xbox-360-Spiel                                            | Left 4 Dead 2                                                    | - Batman: Arkham Asylum - Forza Motorsport 3 - Halo 3: ODST |
| Bestes PS3-Spiel                                                 | Uncharted 2: Among Thieves                                       | - Infamous - Killzone 2 - Ratchet & Clank Future: A Crack in Time |
| Bestes Wii-Spiel                                                 | New Super Mario Bros. Wii                                        | - MadWorld - Punch-Out!! - Wii Sports Resort |
| Bestes PC-Spiel                                                  | Dragon Age: Origins                                              | - Left 4 Dead 2 - Plants vs. Zombies - Die Sims 3 |
| Bestes Handheld-Spiel                                            | Grand Theft Auto: Chinatown Wars                                 | - Mario & Luigi: Bowser's Inside Story - Professor Layton und die Schatulle der Pandora - Scribblenauts |
| Bester Shooter                                                   | Call of Duty: Modern Warfare 2                                   | - Halo 3: ODST - Killzone 2 - Left 4 Dead 2 |
| Bestes Action-Adventure                                          | Assassin’s Creed II                                              | - Batman: Arkham Asylum - Brütal Legend - Uncharted 2: Among Thieves |
| Bestes Rollenspiel                                               | Dragon Age: Origins                                              | - Borderlands - Demon’s Souls - Mario & Luigi: Bowser's Inside Story |
| Bester Mehrspielertitel                                          | Call of Duty: Modern Warfare 2                                   | - Borderlands - Halo 3: ODST - Left 4 Dead 2 |
| Bestes Beat ’em Up                                               | Street Fighter IV                                                | - BlazBlue: Calamity Trigger - Soulcalibur: Broken Destiny - Tekken 6 |
| Bestes Individualsport-Spiel                                     | UFC 2009 Undisputed                                              | - Fight Night Round 4 - Tiger Woods PGA Tour 10 - Wii Sports Resort |
| Bestes Teamsport-Spiel                                           | NHL 10                                                           | - Madden NFL 10 - NBA 2K10 - FIFA 10 |
| Bestes Rennspiel                                                 | Forza Motorsport 3                                               | - Colin McRae: Dirt 2 - Gran Turismo PSP - Need for Speed: Shift |
| Bestes Musikspiel                                                | The Beatles: Rock Band                                           | - DJ Hero - Guitar Hero 5 - LEGO Rock Band |
| Bester Soundtrack                                                | DJ Hero                                                          | - Brütal Legend - Guitar Hero 5 - The Beatles: Rock Band |
| Bester Originalsoundtrack                                        | Halo 3: ODST                                                     | - Assassin’s Creed II - Call of Duty: Modern Warfare 2 - Uncharted 2: Among Thieves |
| Beste Grafik                                                     | Uncharted 2: Among Thieves                                       | - Batman: Arkham Asylum - Call of Duty: Modern Warfare 2 - Killzone 2 |
| Bestes Spiel auf Grundlage eines Films oder einer Fernsehsendung | South Park Let's Go Tower Defense Play!                          | - Ghostbusters: The Video Game - The Chronicles of Riddick: Assault on Dark Athena - X-Men Origins: Wolverine Uncaged Edition |
| Beste weibliche Darstellung                                      | Megan Fox als Mikaela Banes, Transformers: Revenge of the Fallen | - Eliza Dushku als Rubi Malone, WET - Kristen Bell als Lucy Stillman, Assassin’s Creed II - Tricia Helfer als Dare, Halo 3: ODST |
| Beste männliche Darstellung                                      | Hugh Jackman als Wolverine, X-Men Origins: Wolverine             | - Bill Murray als Dr. Peter Venkman, Ghostbusters: The Video Game - Samuel L. Jackson als Afro Samurai / Ninja Ninja, Afro Samurai - Shia LaBeouf als Sam Witwicky, Transformers: Revenge of the Fallen - Vin Diesel als Richard B. Riddick, The Chronicles of Riddick: Assault on Dark Athena |
| Beste Besetzung                                                  | X-Men Origins: Wolverine                                         | - Brütal Legend - Eat Lead: The Return of Matt Hazard - Ghostbusters: The Video Game - South Park Let's Go Tower Defense Play! |
| Beste Synchronisation                                            | Jack Black für die Stimme von Eddie Riggs, Brütal Legend         | - Arleen Sorkin als Harley Quinn, Batman: Arkham Asylum - Claudia Black als Chloe Frazer, Uncharted 2: Among Thieves - Mark Hamill als The Joker, Batman: Arkham Asylum - Nolan North als Nathan Drake, Uncharted 2: Among Thieves                                                             |
| Bestes Downloadspiel                                             | Shadow Complex                                                   | - Battlefield 1943 - Fat Princess - Plants vs. Zombies |
| Beste Downloaderweiterung                                        | Grand Theft Auto: The Ballad of Gay Tony                         | - Fallout 3: Broken Steel - Fallout 3: Point Lookout - Grand Theft Auto: The Lost and Damned |
| Meisterwartetes Spiel                                            | God of War III                                                   | - BioShock 2 - Mass Effect 2 - StarCraft II |
| Bestes Comedyspiel                                               | Eat Lead: The Return of Matt Hazard                              | k. A. |

### 2010
Die VGAs 2010 wurden am Samstag, 11. Dezember 2010, in Los Angeles im Los Angeles Convention Center abgehalten und im Gegensatz zum Vorjahr wieder von einem Moderator durchgängig geleitet, diesmal von Schauspieler Neil Patrick Harris. Anders als in den vorhergehenden Jahren wurden die Auszeichnungen nicht während der Sendung verliehen.
Mehrere neue Spiele wurden angekündigt, darunter BioWares Mass Effect 3, Prototype 2, Insane von Filmregisseur Guillermo del Toro, The Elder Scrolls V: Skyrim, Mortal Kombat, Resistance 3, Portal 2, SSX: Deadly Descents und Forza Motorsport 4. Zu Batman: Arkham City wurde ein neuer CGI-Trailer und zu Uncharted 3: Drake’s Deception der erste Trailer überhaupt während der Veranstaltung ausgestrahlt.
Veranstaltungsgäste waren unter anderem die Besetzung von It’s Always Sunny in Philadelphia, Danny DeVito, Kaitlin Olson, Rob McElhenney, Guillermo del Toro, Nathan Fillion, Chris Hemsworth, Olivia Munn, AnnaLynne McCord und Tony Hawk. Musikalische Darbietungen gab es von Diana Yukawa, My Chemical Romance und José González.
| Kategorie                         | Gewinner                                                                                  | Weitere Nominierte |
| --------------------------------- | ----------------------------------------------------------------------------------------- | --- |
| Spiel des Jahres                  | Red Dead Redemption                                                                       | - Call of Duty: Black Ops - God of War III - Halo: Reach - Mass Effect 2 |
| Entwickler des Jahres             | BioWare, Mass Effect 2                                                                    | - Blizzard Entertainment, StarCraft II: Wings of Liberty - Bungie, Halo: Reach - Rockstar San Diego, Red Dead Redemption |
| Spielcharakter des Jahres         | Sgt. Frank Woods, Call of Duty: Black Ops                                                 | - Kratos, God of War III - John Marston, Red Dead Redemption - Ezio Auditore da Firenze, Assassin’s Creed: Brotherhood |
| Bestes Xbox-360-Spiel             | Mass Effect 2                                                                             | - Alan Wake - Fable III - Halo: Reach |
| Bestes PS3-Spiel                  | God of War III                                                                            | - Heavy Rain - Modnation Racers - Red Dead Redemption |
| Bestes Wii-Spiel                  | Super Mario Galaxy 2                                                                      | - Donkey Kong Country Returns - Kirby und das magische Garn - Metroid: Other M |
| Bestes PC-Spiel                   | StarCraft II                                                                              | - Fallout: New Vegas - Mass Effect 2 - Sid Meier’s Civilization V |
| Bestes Handheld-Spiel             | God of War: Ghost of Sparta                                                               | - Metal Gear Solid: Peace Walker - Professor Layton und die verlorene Zukunft - Super Scribblenauts |
| Bester Shooter                    | Call of Duty: Black Ops                                                                   | - Battlefield: Bad Company 2 - BioShock 2 - Halo: Reach |
| Bestes Action-Adventure           | Assassin’s Creed: Brotherhood                                                             | - God of War III - Red Dead Redemption - Super Mario Galaxy 2 |
| Bestes Rollenspiel                | Mass Effect 2                                                                             | - Fable III - Fallout: New Vegas - Final Fantasy XIII |
| Bester Mehrspielertitel           | Halo: Reach                                                                               | - Battlefield: Bad Company 2 - Call of Duty: Black Ops - StarCraft II |
| Bestes Individualsport-Spiel      | Tiger Woods PGA Tour 11                                                                   | - EA Sports MMA - Shaun White Skateboarding - UFC Undisputed 2010 |
| Bestes Teamsport-Spiel            | NBA 2K11                                                                                  | - FIFA 11 - Madden NFL 11 - MLB 10: The Show |
| Bestes Rennspiel                  | Need for Speed: Hot Pursuit                                                               | - Blur - Modnation Racers - Split/Second |
| Bestes Musikspiel                 | Rock Band 3                                                                               | - Dance Central - DJ Hero 2 - Def Jam Rapstar |
| Bester Soundtrack                 | DJ Hero 2                                                                                 | - Guitar Hero 5 - Guitar Hero: Warriors of Rock - Rock Band 3 |
| Bester Song in einem Spiel        | „Far Away“ von José González, Red Dead Redemption                                         | - „Basket Case“ von Green Day, Green Day: Rock Band - „Black Rain“ von Soundgarden, Guitar Hero: Warriors of Rock - „GoldenEye“ von Nicole Scherzinger, GoldenEye 007 (2010) - „Won't Back Down“ von Eminem, Call of Duty: Black Ops - „Replay/Rude Boy Mashup“ von Iyaz/Rihanna, DJ Hero 2 |
| Bester Originalsoundtrack         | Red Dead Redemption                                                                       | - God of War III - Halo: Reach - Mass Effect 2 |
| Beste Grafik                      | God of War III                                                                            | - Heavy Rain - Red Dead Redemption - Kirby und das magische Garn |
| Bestes adaptiertes Computerspiel  | Scott Pilgrim vs. The World: The Game                                                     | - Lego Harry Potter: Die Jahre 1–4 - Spider-Man: Shattered Dimensions - Star Wars: The Force Unleashed II - Transformers: War for Cybertron |
| Beste männliche Darstellung       | Neil Patrick Harris als Peter Parker/Amazing Spider-Man, Spider-Man: Shattered Dimensions | - Daniel Craig als James Bond, Goldeneye 007 (Remake 2010) - Gary Oldman als Sergeant Reznov, Call of Duty: Black Ops - John Cleese als Jasper, Fable III - Martin Sheen als der Unbekannte, Mass Effect 2 - Nathan Fillion als Sergeant Edward Buck, Halo: Reach - Rob Wiethoff als John Marston, Red Dead Redemption - Sam Worthington als Alex Mason, Call of Duty: Black Ops                      |
| Beste weibliche Darstellung       | Tricia Helfer als Sarah Kerrigan, StarCraft II: Wings of Liberty                          | - Judi Dench als M, James Bond 007: Blood Stone - Danica Patrick als Herself, Blur - Emmanuelle Chriqui als The Numbers Lady, Call of Duty: Black Ops - Felicia Day als Veronica Santangelo, Fallout: New Vegas - Jennifer Hale als Commander Shepard (weiblich), Mass Effect 2 - Kristen Bell als Lucy Stillman, Assassin’s Creed: Brotherhood - Yvonne Strahovski als Miranda Lawson, Mass Effect 2 |
| Bestes Downloadspiel              | Costume Quest                                                                             | - Lara Croft and the Guardian of Light - Monday Night Combat - Scott Pilgrim vs. The World: The Game |
| Beste Downloaderweiterung         | Red Dead Redemption: Undead Nightmare                                                     | - BioShock 2: Minerva's Den - Borderlands: The Secret Armory of General Knoxx - Mass Effect 2: Lair of the Shadow Broker |
| Bestes Independent-Spiel          | Limbo                                                                                     | - Joe Danger - Super Meat Boy - The Misadventures of P.B. Winterbottom |
| Meisterwartetes Spiel             | Portal 2                                                                                  | - Batman: Arkham City - BioShock Infinite - Gears of War 3 |
| Die Stärksten Helden aller Zeiten | - Master Chief, Halo-Serie - Samus Aran, Metroid-Serie - Marcus Fenix, Gears-of-War-Serie | - Mario, Super-Mario-Serie - Kratos, God-of-War-Serie - Solid Snake, Metal-Gear-Solid-Serie |
| Bestes Originalspiel              | Red Dead Redemption                                                                       | k. A. |
| Bestes Zombiespiel                | Red Dead Redemption: Undead Nightmare                                                     | k. A. |
| Bestgekleideter Assassine         | Ezio Auditore da Firenze, Assassin’s Creed: Brotherhood                                   | k. A. |
| Krassester Typ                    | Kratos, God of War III                                                                    | k. A. |

### 2011
Die VGAs 2011 wurden am Samstag, 10. Dezember 2011, in den Sony Pictures Studios in Culver City abgehalten, moderiert von Zachary Levi. Während der Veranstaltung gab es weltexklusive Vorschaupremieren zu Tom Clancy’s Rainbow 6: Patriots, Transformers: Fall of Cybertron, BioShock Infinite, Alan Wake's American Nightmare, Metal Gear Rising: Revengeance, Tony Hawk’s Pro Skater HD, The Amazing Spider-Man, den PlayStation-3-Exklusivtitel The Last of Us von Naughty Dog, Command & Conquer: Generals 2 von BioWare Victory und Fortnite von Epic Games. Für Hitman: Absolution und Mass Effect 3 wurden neue Trailer gezeigt, des Weiteren gab es eine Ankündigung für Tekken Tag Tournament 2 vor Showbeginn. Ausführender Produzent der Veranstaltung war Mark Burnett, und erstmals wurden die VGAs live neben Spike TV zusätzlich auf MTV 2 (USA), Spike.com (USA) und Ginx TV (UK) ausgestrahlt. Die Gewinner und die Trailerpremieren wurden während eine Vorveranstaltung live auf dem roten Teppich angekündigt, moderiert GTTVs Amanda MacKay und Daniel Kayser. Weiterhin wurde für die Reihe The Legend of Zelda erstmals ein „Video Game Hall of Fame Award“ verliehen. Ein weiterer besonderer Preis war der veranstaltung 2011 war der „NFL Blitz Cover Athlete Award“. Dieser Preis wurde, ähnlich wie in der Kategorie „Spielcharakter des Jahres“, durch eine Live-Onlineumfrage des Publikums während der Veranstaltung ermittelt und bestimmte, welcher NFL-Sportler auf dem Cover des EA-Sports-Spiels, NFL Blitz abgebildet sein sollte.
Während der Sendung kam es zu Gastauftritten von will.i.am, LL Cool J, Felicia Day, Kevin Jonas, Seth Green, Shigeru Miyamoto, Tony Hawk, Hulk Hogan, Stacy Keibler, Charlie Sheen, Hideo Kojima und musikalischen Beiträgen von Black Keys und Deadmau5.
| Kategorie                        | Gewinner                                                 | Weitere Nominierte |
| -------------------------------- | -------------------------------------------------------- | --- |
| Spiel des Jahres                 | The Elder Scrolls V: Skyrim                              | - Batman: Arkham City - The Legend of Zelda: Skyward Sword - Portal 2 - Uncharted 3: Drake’s Deception |
| Entwickler des Jahres            | Bethesda Game Studios, The Elders Scrolls V: Skyrim      | - Naughty Dog, Uncharted 3: Drakes Deception - Rocksteady Studios, Batman: Arkham City - Valve, Portal 2 |
| Gamer God                        | Blizzard Entertainment                                   | k. A. |
| Spielcharakter des Jahres        | Der Joker, Batman: Arkham City                           | - Nathan Drake, Uncharted 3: Drake’s Deception - Marcus Fenix, Gears Of War 3 - Wheatley, Portal 2 |
| Bestes Xbox-360-Spiel            | Batman: Arkham City                                      | - Forza Motorsport 4 - Gears of War 3 - Portal 2 |
| Bestes PS3-Spiel                 | Uncharted 3: Drake’s Deception                           | - Infamous 2 - Killzone 3 - LittleBigPlanet 2 |
| Bestes Wii-Spiel                 | The Legend of Zelda: Skyward Sword                       | - Micky Epic - Kirby’s Adventure Wii - Lost in Shadow |
| Bestes PC-Spiel                  | Portal 2                                                 | - Battlefield 3 - Minecraft - The Witcher 2: Assassins of Kings |
| Bestes Handheld-/Mobilspiel      | Super Mario 3D Land                                      | - Ghost Trick: Phantom Detective - Infinity Blade - Jetpack Joyride |
| Bester Shooter                   | Call of Duty: Modern Warfare 3                           | - Battlefield 3 - Gears of War 3 - Rage |
| Bestes Action-Adventure          | Batman: Arkham City                                      | - Assassin’s Creed: Revelations - The Legend of Zelda: Skyward Sword - Uncharted 3: Drake’s Deception |
| Bestes Rollenspiel               | The Elder Scrolls V: Skyrim                              | - Dark Souls - Deus Ex: Human Revolution - Dragon Age 2 |
| Bester Mehrspielertitel          | Portal 2                                                 | - Battlefield 3 - Call of Duty: Modern Warfare 3 - Gears of War 3 |
| Bestes Individualsport-Spiel     | Fight Night Champion                                     | - Tiger Woods PGA Tour 12: The Masters - Top Spin 4 - Virtua Tennis 4 |
| Bestes Teamsport-Spiel           | NBA 2K12                                                 | - FIFA 12 - NHL 12 - MLB 11: The Show |
| Bestes Rennspiel                 | Forza Motorsport 4                                       | - DiRT 3 - Driver: San Francisco - Need for Speed: The Run |
| Bestes Beat ’em Up               | Mortal Kombat                                            | - The King of Fighters XIII - Marvel vs. Capcom 3 - WWE All Stars |
| Bestes Bewegungsspiel            | The Legend of Zelda: Skyward Sword                       | - Child of Eden - Dance Central 2 - The Gunstringer |
| Bestes Independent-Spiel         | Minecraft                                                | - Bastion - Superbrothers: Sword & Sworcery EP - The Binding of Isaac |
| Bestes adaptiertes Computerspiel | Batman: Arkham City                                      | - Back to the Future: The Game - Captain America: Super Soldier - Lego Star Wars 3: The Clone Wars |
| Bester Song in einem Spiel       | „Build That Wall (Zia's Theme)“ von Darren Korb, Bastion | - „Exile Vilify“ von The National, Portal 2 - „I’m Not Calling You a Liar“ von Florence + the Machine, Dragon Age 2 - „Setting Sail, Coming Home (End Theme)“ von Darren Korb, Bastion - „Want You Gone“ von Jonathan Coulton, Portal 2 |
| Bester Originalsoundtrack        | Bastion                                                  | - Batman: Arkham City - Deus Ex: Human Revolution - Portal 2 |
| Beste Grafik                     | Uncharted 3: Drake’s Deception                           | - Batman: Arkham City - L.A. Noire - Rage |
| Beste männliche Darstellung      | Stephen Merchant als Wheatley, Portal 2                  | - J. K. Simmons als Cave Johnson, Portal 2 - Mark Hamill als Der Joker, Batman: Arkham City - Nolan North als Nathan Drake, Uncharted 3: Drake’s Deception |
| Beste weibliche Darstellung      | Ellen McLain als GLaDOS, Portal 2                        | - Claudia Black als Chloe Frazer, Uncharted 3: Drake’s Deception - Emily Rose als Elena Fisher, Uncharted 3: Drake’s Deception - Tara Strong als Harley Quinn, Batman: Arkham City |
| Bestes Downloadspiel             | Bastion                                                  | - Insanely Twisted Shadow Planet - Stacking - Iron Brigade |
| Beste Downloaderweiterung        | Portal 2 Peer Review                                     | - Fallout: New Vegas - Old World Blues - Mass Effect 2: Die Ankunft - Mortal Kombat: Freddy Krueger |
| Meisterwartetes Spiel            | Mass Effect 3                                            | - BioShock Infinite - Diablo III - Halo 4 - The Last Guardian |
| Trailer des Jahres               | Assassin’s Creed: Revelations, E3-2011-Trailer           | - Batman: Arkham City. Hugo Strange Reveal Trailer - Dark Souls, Ignite-11-Debut-Trailer - Dead Island, GDC-2011-Cinematic-Trailer - Deus Ex: Human Revolution, Purity First Infomercial - The Elder Scrolls V: Skyrim, In-Game Debut Trailer - Hitman: Absolution, E3-2011-Trailer - Prey 2, E3-2011-Trailer - Tomb Raider, E3-2011-Trailer - Uncharted 3: Drake’s Deception, E3-2011-Trailer |
| NFL Blitz Cover Athlete          | Ray Rice                                                 | - Roddy White - Patrick Willis |

### 2012
Die VGAs 2012 (beworben als VGA 10 aufgrund des zehnten Geburtstags) fanden am 7. Dezember 2012 in den Sony Pictures Studios in Culver City. Samuel L. Jackson übernahm zum vierten Mal die Moderation. Erstmals wurde die Preisverleihung auf Xbox Live ausgestrahlt. Live-Zuschauer konnte sich interaktiv an der Show beteiligen. Antworten zu Umfragen wurden für Xbox-Live-Zuschauer in Echtzeit wiedergegeben und Benutzer mit Xbox Smart Glass konnten auf einem zweiten Bildschirm Zusatzinformationen zum aktuellen Showinhalt abrufen. Daneben schlossen Spike TV und Entertainment Weekly eine Partnerschaft für die erstmalige Auszeichnung des „Entertainment Weekly and Spike VGA Best Game of the Decade“ (Bestes Spiel des Jahrzehnts). Zu den exklusiven Weltpremieren der VGA 10 zählten Naughty Dogs The Last of Us, Epic Games’ Gears of War: Judgment, Obsidian Entertainments South Park: Der Stab der Wahrheit, Konamis Castlevania: Lords of Shadow 2, Irrational Games’ BioShock Infinite, Crystal Dynamics’ Tomb Raider, Ubisofts Assassin’s Creed III: Die Tyrannei von König Washington und 343 Industries’ Halo 4: Spartan Ops. Zwei neue Titel wurden angekündigt, Dark Souls 2 von From Software und ein Spiel des unbekannten Entwicklers Moby Dick Studio (später enthüllt als Kojima Productions) mit dem Titel The Phantom Pain (tatsächlich: Metal Gear Solid V: The Phantom Pain). Mit Ausnahme von David Spade hatten außerdem alle früheren Moderatoren einen Gastauftritt. Die Veranstaltung beinhaltete Musikauftritte von Linkin Park, Tenacious D, Gustavo Santaolalla und Wolfgang Gartner.
| Kategorie                        | Gewinner                                                     | Weitere Nominierte |
| -------------------------------- | ------------------------------------------------------------ | --- |
| Spiel des Jahres                 | The Walking Dead: The Game                                   | - Assassin’s Creed III - Dishonored: Die Maske des Zorns - Journey - Mass Effect 3                                                                                              |
| Entwickler des Jahres            | Telltale Games, The Walking Dead: The Game                   | - 343 Industries, Halo 4 - Arkane Studios, Dishonored: Die Maske des Zorns - Gearbox Software, Borderlands 2                                                                    |
| Spielcharakter des Jahres        | Claptrap, Borderlands 2                                      | - Ratonhnhaké:ton/Connor, Assassin’s Creed III - Commander Shepard, Mass Effect 3 - Master Chief, Halo 4 - Raul Menendez, Call of Duty: Black Ops II                            |
| Bestes Spiel des Jahrzehnts      | Half-Life 2                                                  | - Batman: Arkham City - BioShock - The Legend of Zelda: The Wind Waker - Mass Effect 2 - Portal - Red Dead Redemption - Shadow of the Colossus - Wii Sports - World of Warcraft |
| Bestes Xbox-360-Spiel            | Halo 4                                                       | - Assassin’s Creed III - Borderlands 2 - Dishonored: Die Maske des Zorns |
| Bestes PS3-Spiel                 | Journey                                                      | - Assassin’s Creed III - Borderlands 2 - Dishonored: Die Maske des Zorns |
| Bestes Wii-/Wii-U-Spiel          | New Super Mario Bros. U                                      | - The Last Story - Xenoblade Chronicles - ZombiU |
| Bestes PC-Spiel                  | XCOM: Enemy Unknown                                          | - Diablo III - Guild Wars 2 - Torchlight II |
| Bester Shooter                   | Borderlands 2                                                | - Call of Duty: Black Ops II - Halo 4 - Max Payne 3 |
| Bestes Action-Adventure          | Dishonored: Die Maske des Zorns                              | - Assassin’s Creed III - Darksiders 2 - Sleeping Dogs |
| Bestes Rollenspiel               | Mass Effect 3                                                | - Diablo III - Torchlight II - Xenoblade Chronicles |
| Bester Mehrspielertitel          | Borderlands 2                                                | - Call of Duty: Black Ops II - Guild Wars 2 - Halo 4 |
| Bestes Individualsport-Spiel     | SSX                                                          | - Hot Shots Golf: World Invitational - Tiger Woods PGA Tour 13 - WWE ’13 |
| Bestes Teamsport-Spiel           | NBA 2K13                                                     | - FIFA Soccer 13 - Madden NFL 13 - NHL 13 |
| Bestes Rennspiel                 | Need for Speed: Most Wanted                                  | - Dirt: Showdown - F1 2012 - Forza Horizon |
| Bester Song in einem Spiel       | „Cities“ von Beck, Sound Shapes                              | - „Castle of Glass“ von Linkin Park, Medal of Honor: Warfighter - „I Was Born for This“ von Austin Wintory, Journey - „Tears“ von Health, Max Payne 3                           |
| Bester Originalsoundtrack        | Journey                                                      | - Call of Duty: Black Ops II - Halo 4 - Max Payne 3 |
| Beste Grafik                     | Halo 4                                                       | - Assassin’s Creed III - Dishonored: Die Maske des Zorns - Journey |
| Bestes Independent-Spiel         | Journey                                                      | - Dust: An Elysian Tail - Fez - Mark of the Ninja |
| Bestes Beat ’em Up               | Persona 4 Arena                                              | - Dead or Alive 5 - Street Fighter X Tekken - Tekken Tag Tournament 2 |
| Bestes Handheld-/Mobilspiel      | Sound Shapes                                                 | - Gravity Rush - LittleBigPlanet PS Vita - New Super Mario Bros. 2 |
| Beste weibliche Darstellung      | Melissa Hutchison als Clementine, The Walking Dead: The Game | - Emma Stone als Amanda Cartwright, Sleeping Dogs - Jen Taylor als Cortana, Halo 4 - Jennifer Hale als Commander Shepard (weiblich), Mass Effect 3                              |
| Beste männliche Darstellung      | Dameon Clarke als Handsome Jack, Borderlands 2               | - Dave Fennoy als Lee Everret, The Walking Dead: The Game - James McCaffrey als Max Payne, Max Payne 3 - Nolan North als Captain Martin Walker, Spec Ops: The Line              |
| Bestes adaptiertes Computerspiel | The Walking Dead: The Game                                   | - Micky Epic: Die Macht der 2 - Lego Batman 2: DC Super Heroes - Transformers: Fall of Cybertron                                                                                |
| Beste Downloaderweiterung        | The Elder Scrolls V: Skyrim - Dawnguard                      | - Mass Effect 3 - Leviathan - Borderlands 2 - Mechromancer Pack - Portal 2 - Perpetual Testing Initiative                                                                       |
| Bestes Downloadspiel             | The Walking Dead: The Game                                   | - Fez - Journey - Sound Shapes |
| Bestes Social Game               | You Don’t Know Jack                                          | - Draw Something - Marvel: Avengers Alliance - SimCity Social |
| Meisterwartetes Spiel            | Grand Theft Auto V                                           | - BioShock Infinite - South Park: Der Stab der Wahrheit - The Last of Us - Tomb Raider                                                                                          |

### VGX 2013
| Kategorie                  | Gewinner                                                                                     | Weitere Nominierte |
| -------------------------- | -------------------------------------------------------------------------------------------- | --- |
| Game of the Year           | Grand Theft Auto V                                                                           | - BioShock Infinite - Super Mario 3D World - The Last of Us - Tomb Raider                                                                                   |
| Studio of the Year         | Naughty Dog, The Last of Us                                                                  | - Irrational Games, BioShock Infinite - Rockstar North, Grand Theft Auto V - The Fullbright Company, Gone Home                                              |
| Character of the Year      | Die Lutece-Zwillinge, BioShock Infinite                                                      | - Lara Croft, Tomb Raider - Trevor Philips, Grand Theft Auto V - Naiee and Nyaa, Brothers: A Tale of Two Sons                                               |
| Best Shooter               | BioShock Infinite                                                                            | - Battlefield 4 - Call of Duty: Ghosts - Metro: Last Light                                                                                                  |
| Best Action-Adventure Game | Assassin’s Creed IV: Black Flag                                                              | - The Last of Us - Tomb Raider - Grand Theft Auto V |
| Best Sports Game           | NBA 2K14                                                                                     | - FIFA 14 - MLB 13: The Show - NHL 14 |
| Best Independent Game      | Gone Home                                                                                    | - Kentucky Route Zero - Papers, Please - The Stanley Parable                                                                                                |
| Best RPG                   | Ni no Kuni: Der Fluch der Weißen Königin                                                     | - Final Fantasy XIV: A Realm Reborn - Fire Emblem: Awakening - Pokémon X und Y                                                                              |
| Best Fighting Game         | Injustice: Gods Among Us                                                                     | - Divekick - Killer Instinct - Tekken Revolution |
| Best Driving Game          | Forza Motorsport 5                                                                           | - F1 2013 - Grid 2 - Need for Speed: Rivals |
| Best DLC                   | Far Cry 3: Blood Dragon                                                                      | - Borderlands 2: Tiny Tina’s Assault on Dragon Keep - Dishonored: The Knife of Dunwall - Mass Effect 3: Citadel                                             |
| Best Xbox Game             | Brothers: A Tale of Two Sons                                                                 | - BioShock Infinite - Grand Theft Auto V - Tomb Raider |
| Best PlayStation Game      | The Last of Us                                                                               | - Grand Theft Auto V - Rayman Legends - Tomb Raider |
| Best Nintendo Game         | Super Mario 3D World                                                                         | - Pikmin 3 - Rayman Legends - The Wonderful 101 |
| Best PC Game               | Gone Home                                                                                    | - Battlefield 4 - Papers, Please - The Stanley Parable |
| Best Handheld Game         | The Legend of Zelda: A Link Between Worlds                                                   | - Animal Crossing: New Leaf - Pokémon X und Y - Tearaway |
| Best Casual Game           | Animal Crossing: New Leaf                                                                    | - Disney Infinity - Plants vs. Zombies 2: It's About Time - Skylanders: Swap Force                                                                          |
| Best Mobile Game           | Plants vs. Zombies 2: It's About Time                                                        | - Angry Birds Star Wars - Infinity Blade III - Ridiculous Fishing                                                                                           |
| Best Voice Actor           | Troy Baker als Joel, The Last of Us                                                          | - Troy Baker als Booker DeWitt, BioShock Infinite - Steven Ogg als Trevor Philips, Grand Theft Auto V - Willem Dafoe als Nathan Dawkins, Beyond: Two Souls  |
| Best Voice Actress         | Ashley Johnson als Ellie, The Last of Us                                                     | - Courtnee Draper als Elizabeth, BioShock Infinite - Camilla Luddington als Lara Croft, Tomb Raider - Elliot Page als Jodie Holmes, Beyond: Two Souls       |
| Best Soundtrack            | Grand Theft Auto V                                                                           | - BioShock Infinite - Ni no Kuni: Der Fluch der Weißen Königin - The Last of Us                                                                             |
| Best Song in a Game        | Will the Circle Be Unbroken?, gesungen von Courtnee Draper und Troy Baker, BioShock Infinite | - A.D.H.D. von Kendrick Lamar, Grand Theft Auto V - Sleepwalking von The Chain Gang of 1974, Grand Theft Auto V - Survival von Eminem, Call of Duty: Ghosts |
| Most Anticipated Game      | Titanfall                                                                                    | - South Park: Der Stab der Wahrheit - Destiny - Watch Dogs - The Witcher 3: Wild Hunt                                                                       |

## Spike’s Video Game Hall of Fame
Die Spike’s Video Game Hall of Fame listet “franchises throughout history that have brought the industry to where it is today” (Casey Patterson (ausführender Produzent/Executive Vice President Viacom Media Networks Entertainment Group), deutsch: „Computerspielserien der Vergangenheit, die die Spieleindustrie an den Punkt gebracht haben, wo sie heute steht“). Der erste Preisträger, The Legend of Zelda, wurde bei den 9. Spike Video Game Awards am 10. Dezember 2011 ernannt. Shigeru Miyamoto nahm die Auszeichnung in Empfang.
| Jahr | Preisträger         |
| ---- | ------------------- |
| 2011 | The Legend of Zelda |

## Rezeption
2006 wurden die Video Game Awards in einer Episode der Sendung MADtv über die fiktiven 1. Video Game Awards vom 21. Juni 1977 parodiert. Moderiert wurde die Sendung von Joe Namath (gespielt von Michael McDonald) und Farrah Fawcett (gespielt von Arden Myrin), musikalische Gäste waren The Jackson Five und als Preisverleiher fungierte Mark Spitz (gespielt von Ike Barinholtz). Pong und Asteroids waren die einzigen nominierten Spiele in sämtlichen Kategorien, obwohl Asteroids erst 1979 veröffentlicht wurde. Die präsentierten Kategorien waren „Beste Grafik in einem Computerspiel“ (Sieger: Asteroids) und „Die Realistischsten Geräuscheffekte in einem Computerspiel“ (Gleichstand Pong und Asteroids). Als Designer von Asteroid nahm Bobby Lee die Auszeichnungen in Empfang. Als Zukunft der Computerspiele wurde Space Invaders gezeigt, obwohl es 1978 und damit ein Jahr vor Asteroids veröffentlicht wurde.
Spielejournalist Jeff Green kritisierte deutlich die Video Game Awards 2010 und beklagte, dass Spike TV sich durch die Konzentration auf die eigentliche Zielgruppe des Senders statt der Spielecommunity als ganzes von seinen Zuschauern entfremdet habe. Diese führe laut Green zu Auftritten von Prominenten, die „eigentlich gar nicht da sein wollen oder nicht wissen, warum sie hier sind“. Zachary Levi, Moderator der VGA 2011, vertrat eine ähnliche Auffassung und stellte vor Übernahme der Moderation gegenüber MTV in einem Interview klar, “I’m happy to work on the VGAs on Spike and make the network happy, but I want to be respectful to the community of gamers because I am one myself. And [with] the humor involved, I want it to be smart, I want it to be honest, and accurate.” (deutsch: „Ich bin sehr glücklich an den VGAs auf Spike zu arbeiten und damit das Netzwerk glücklich zu machen, aber ich möchte der Spielercommunity gegenüber respektvoll sein, denn ich bin selbst einer. Und beim Humor möchte ich, dass er intelligent ist, Ich möchte, dass er aufrichtig ist, und akkurat.“) Giant-Bomb-Redakteur Alex Navarro bezweifelte die Bedeutung der Preisverleihung angesichts des starken Fokus der VGAs auf exklusive Enthüllungen.
Auch die VGAs 2011 ernteten ähnlich negative Kritiken. Kotaku berichtete, dass die VGA-Nominierten Mark Hamill und Tara Strong enttäuscht gewesen seien, denn obwohl sie bei der Sendung anwesend waren, wurden ihre jeweiligen Kategorien nicht während der Veranstaltung verliehen. Stattdessen wurden die Ergebnisse für die Kategorie „Beste männliche Darstellung“ und „Beste weibliche Darstellung“ erst nach der Sendung bekannt gegeben. Wired-Onlineredakteur Jason Schreier bewertete die Veranstaltung als einen Schlag ins Gesicht der Zuschauer und schrieb: “It’s not hard to find the root of the problem here: You think we’re dumb. You think your audience is so stupid that they’ll be amused by YouTube rants and health potion gags. You think we get our jollies out of watching girls bite cupcakes off conveyor belts. You think videogame references make a good substitute for humor.” (deutsch: „Es ist nicht schwer den Ursprung des Problems zu finden: Ihr denkt, wir seien dumm. Ihr denkt, euer Publikum ist so dämlich, dass sie von Youtube-Beschimpfungen und Heiltrank-Witzen amüsiert sind. Ihr denkt, wir ziehen unser Vergnügen daraus, Mädels beim Abbeißen von Cupcakes von Förderbändern zu beobachten. Ihr glaubt, Computerspiel-Referenzen sind ein ausreichender Ersatz für Humor.“). Schreier zitierte weiterhin Joystiqs Justin McElroy, der Bedenken äußerte über eine Vielzahl an Preiskategorien, die in schneller Abfolge zusammenmontiert werden. Lob gab es von Schreier für die Inszenierung der Einführung von The Legend of Zelda in die Hall of Fame, einschließlich des Videozusammenschnitts der Serienveröffentlichungen und des Auftritts von Serienschöpfer Shigeru Miyamoto.